# Kees Moeliker
C.W. (Kees) Moeliker (Rotterdam, 9 oktober 1960) is een Nederlandse bioloog en voormalig curator en directeur van het Natuurhistorisch Museum te Rotterdam.
Moeliker wordt ook wel aangeduid als de eendenman of the duck guy. Hij is sinds 1989 verbonden aan het Natuurhistorisch Museum in Rotterdam en won in 2003 de Ig Nobelprijs. Moeliker publiceert regelmatig in NRC Handelsblad en The Guardian. Ook werkt hij mee aan verschillende radioprogramma's.

## Jeugd en Studie
Moeliker volgde zijn middelbareschoolopleiding op de Scholengemeenschap Caland (havo) in Rotterdam. In deze periode zwierf hij door natuurgebieden in de omgeving van Rotterdam, op zoek naar bijzondere vogels. Tijdens een van deze tochten deed hij in april 1973 de eerste waarneming in Rotterdam van de Egyptische gans of Nijlgans, de Alopochen aegyptiacus waarover het Rotterdams Nieuwsblad berichtte op 19 mei 1973. Ook verzamelde hij dierenschedels.
Na de middelbare school studeerde Moeliker biologie en geografie aan een lerarenopleiding in Delft. Hij studeerde af op een onderzoek naar voedselecologie van de ransuil (Asio otus) op een winterroestplaats. Hierover schreef Koos van Zomeren een stukje in zijn bundel Uilen (1989). Ook werkte Moeliker mee aan het onderzoek van de bioloog en lerarenopleider Kees Heij naar de populatie-ecologie van de huismus (Passer domesticus) in Rotterdam en omstreken. Heij promoveerde in 1985 aan de Vrije Universiteit (Amsterdam) op dit onderwerp.

## Loopbaan
Moeliker werkte achtereenvolgens als bakkersjongen, slagersknecht, leraar Engels in Istanboel, natuurgids in Costa Rica tot hij ging lesgeven als docent biologie aan verschillende middelbare scholen in Rotterdam en omgeving. Moeliker gaf les aan de lerarenopleiding van de Hogeschool Rotterdam tot hij in 1989 educatief medewerker werd bij het Natuurhistorisch Museum Rotterdam. Van 1999 tot 2015 was hij er conservator en hoofd communicatie, waarna hij per 1 december 2015 Jelle Reumer opvolgde als directeur van dit museum.
In 1991 herontdekte hij met Kees Heij op Boano, een van de Molukse eilanden (Indonesië) een uitgestorven gewaande vogel, de Boanomonarch (Monarcha boanensis). De herontdekking van de Bruijns boskalkoen (Aepypodius bruijnii) op het Papoea-eiland Waigeo volgde in 2001. Samen met Erwin J.O. Kompanje beschreef Moeliker de Macroglossus minimus booensis, een nieuwe ondersoort van de langtongvleerhonden (vruchtenetende vleerhonden) die uitsluitend voorkomt op het afgelegen eilandje Boo in Oost-Indonesië.

### Ig Nobelprijs

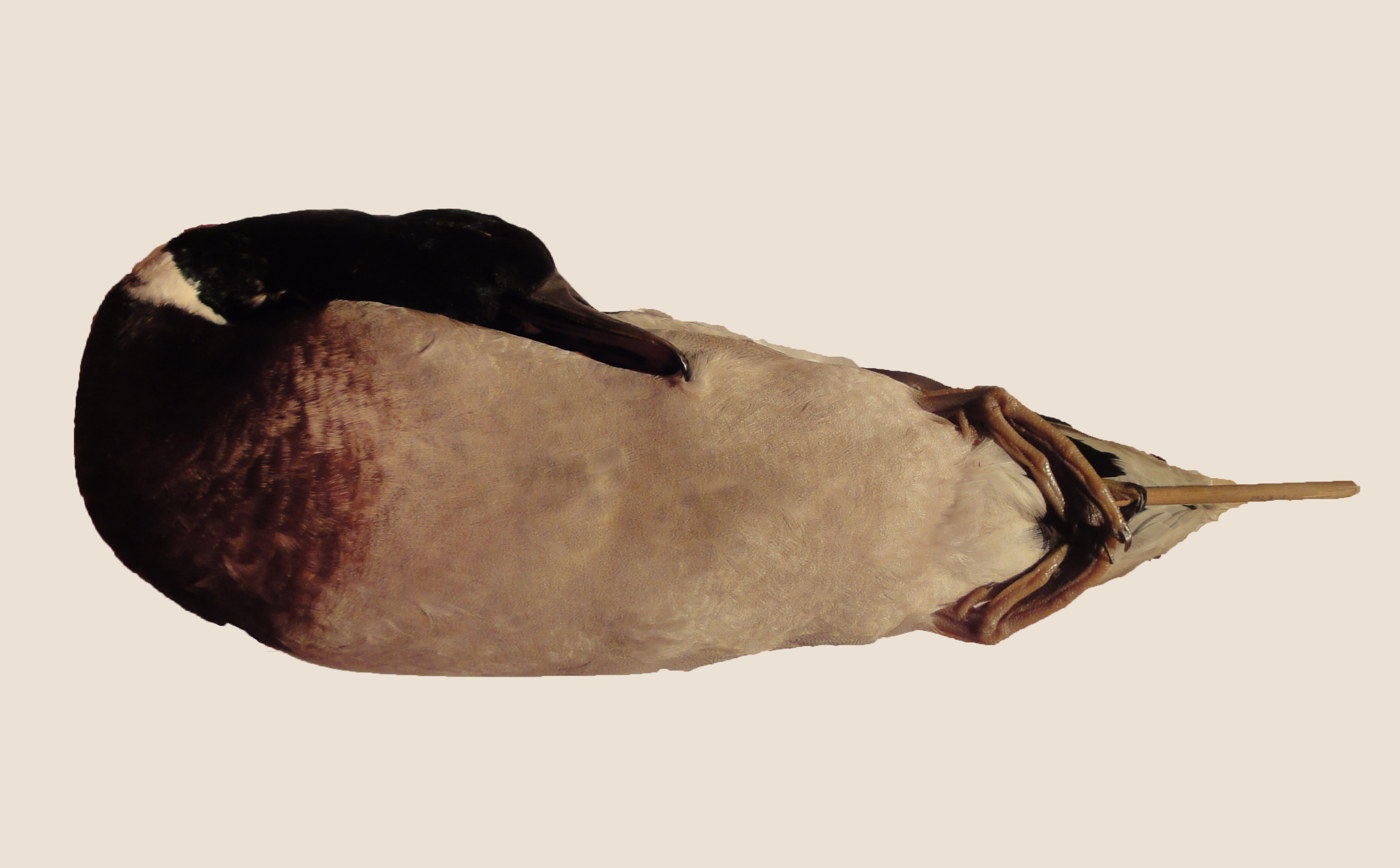
De eend die tegen het raam van het Natuurhistorisch Museum aan vloog

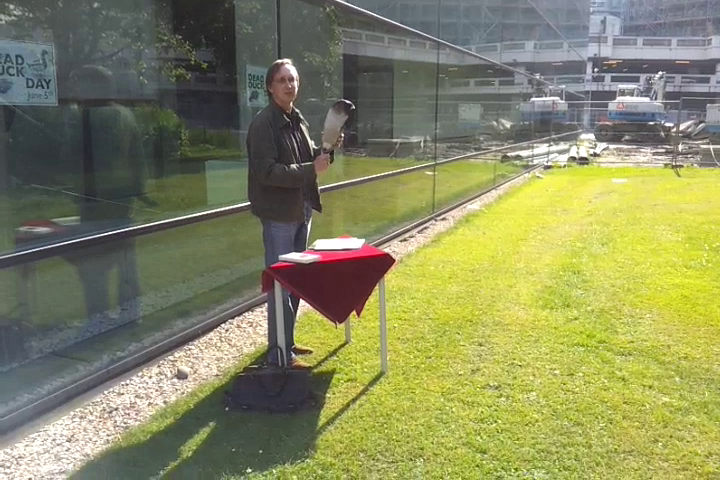
Bij de Dead Duck Day ceremonie in 2012

De meeste bekendheid heeft Moeliker te danken aan zijn observatie in juni 1995 van necrofiele homoseksualiteit bij de eend Anas platyrhynchos. Hij is de eerste bioloog die dit gedrag bij de eend heeft beschreven en gedocumenteerd. Een mannetjeseend of woerd was te pletter gevlogen tegen een raam van het Natuurhistorisch Museum, waarna een andere woerd gedurende 75 minuten paarde met de dode soortgenoot. Naar aanleiding van deze waarneming ontstond Moelikers bijnaam de eendenman. De dode eend is opgenomen in de collectie van het museum.
De beschrijving en foto's van dit eerste geval van homoseksuele necrofilie onder eenden leidden ertoe dat Moeliker in 2003 de Ig Nobelprijs kreeg toegekend tijdens een plechtige bijeenkomst aan de Amerikaanse Harvard-universiteit in Cambridge (Massachusetts). Deze prijs wordt sinds 1991 gegeven voor Improbable research. Dit zogenaamde 'onwaarschijnlijke onderzoek' is research "waar men eerst om moet lachen, maar dat ook tot denken aanzet", zoals de vraag hoe het komt dat een specht geen hoofdpijn krijgt van het tikken tegen een boom. Het doel van de gelijknamige organisatie is meer mensen voor wetenschap te interesseren.
Sinds 2006 is Moeliker 'European Bureau Chief' van Improbable Research.
Het Europese Bureau is gevestigd in het Natuurhistorisch Museum Rotterdam en heeft tot doel voorbeelden van 'onwaarschijnlijk onderzoek' te verzamelen en te nomineren voor de Ig Nobelprijs. In dit kader organiseert het Europese Bureau ook evenementen, zoals Dead Duck Day.

### Opvallende reddingen
Toen tijdens Domino day het wereldrecord bouwen met dominosteentjes door een huismus in gevaar dreigde te komen en het vogeltje vervolgens werd doodgeschoten, ontfermde Moeliker zich over het gevederde slachtoffer. Hij conserveerde de vogel, inmiddels Dominomus genoemd, en voegde deze toe aan de museumcollectie als "icoon van de Nederlandse cultuur".
Veel opzien baarde ook zijn actie "Red de schaamluis!" (2007). Moeliker realiseerde zich dat door de tegenwoordige praktijk van schaamhaarverwijdering ook de schaamluis tot de uitstervende diersoorten gaat behoren. Hij riep artsen en publiek op tot anonieme inzending van exemplaren van de Phthirus pubis voor de collectie van het Natuurhistorisch Museum Rotterdam. De actie resulteerde in De Grote Schaamluis tentoonstelling in een kleine vitrine.

### Columns, boeken en televisie
Moeliker is regelmatig columnist van de week bij Vroege Vogels van BNNVARA op Radio 1. Hij had als de 'huisbioloog' een vaste rubriek bij het radioprogramma Atlas van omroep Llink.
In februari 2009 verscheen van Moeliker de bundel De eendenman. De verhalen gaan over allerlei vormen van opmerkelijk diergedrag. Een interview van Wim Brands met Moeliker over De eendenman was te zien in het programma Boeken van de VPRO.
In de zomermaanden van 2009 presenteerde hij samen met Frédérique Spigt op RTV Rijnmond het programma Fauna & Gemeenschap. In dit programma gingen ze op zoek naar dieren in de stad Rotterdam. In de zomermaanden van 2010 werd dit eerste seizoen gevolgd door een tweede seizoen.
In augustus 2024 verscheen bij Prometheus De Kikkerkamasutra een boek over dode dieren met een verhaal; een bundel met al zijn niet eerder in boekvorm uitgegeven stukken en columns.

### Andere prijzen
In 2017 is aan hem, samen met Jelle Reumer, de Groeneveldprijs toegekend. In 2021 ontving hij in Rotterdam de Laurenspenning voor het enthousiasme waarmee hij de stadsnatuur onder de aandacht brengt.